# مع الناس
مع الناس كتاب من تأليف الشيخ علي الطنطاوي أصدر عام 1960 م، ويضم هذا الكتاب أربعين مقالة، بعضها من أوائل ما نشر علي الطنطاوي في الصحف في مطلع الثلاثينيات، ولكن أكثرها مما نُشر في أواخر الخمسينيات. وهو يقع في 296 صفحة من القَطْع المتوسط (14×21).

## نبذة
تهتم معظم مقالات الكتاب -كما يوحي اسمه- بقضايا الناس وهمومهم ومشكلاتهم، فهي مقالات اجتماعية واقعية. ولما كان كثير منها مما أُذيع من إذاعة دمشق (حين كان للشيخ حديث أسبوعي يُذاع منها كل يوم جمعة) فإنها قد جاءت وصفاً لما في المجتمع من مشكلات وسعياً إلى المعالجة والإصلاح.
من مشكلاتنا المزمنة -على سبيل المثال- الاستهتار بالوقت وإخلاف المواعيد، وقد خصّها المؤلف بعدد من أحاديثه ومقالاته التي جمعها هذا الكتاب ومنها «لصوص الوقت» و«لا تؤجل» و«الوعد الشرقي» التي ساق فيها قصة إخلاف موعد ثم عقب عليها بقوله: «أليس عجيباً أن صار اسم «الوعد الشرقي» عَلَماً على الوعود الكاذبة، واسم» الوعد الغربي«عَلَماً على الوعد الصادق؟ مَن علّم الغربيين هذه الفضائل إلا نحن؟... أوَلم يجعل الإسلام إخلاف الوعد من علامات النفاق، وجعل المخلف ثلث منافق؟».
وفي مقالة «شغّلوا الطلاب في عطلة الصيف» يدعو إلى استثمار الوقت الضائع لأكثر الطلاب في عطلة الصيف. ثم نراه يخص الطلاب بالاهتمام مرة أخرى، ولكن بدراستهم وامتحاناتهم هذه المرة، وذلك في مقالة «إلى الطلاب» التي يعلّمهم فيها كيف يدرسون. وفي الكتاب دعوة إلى الخير والإنفاق في مقالة «أحسن كما أحسن الله إليك»، وإلى مثل ذلك وإلى الخلق الحسن في:«رمضان» و«حديث العيد».
وفي مقالة «كل شيء للناس» أسلوب طريف في معالجة مشكلة عظيمة تنغّص على الناس -لا سيما الرجال- حياتهم؛ وهي إقامة تصرفاتنا وأعمالنا على ما يحقق رضا الناس واعتبارُ هذا الرضا غايةً نبذل الكثير في سبيلها ونجهد في الوصول إليها.
أما القضية التي شغلت أكبر مساحة من الكتاب فهي الدعوة إلى الفضيلة ومعالجةُ مشكلات الشباب والشابات. فمن ذلك إنذار وإعذار، كما في: «هذا نذير للناس» و«إبراهيم هنانو قال لي» (التي نشرها في مجلة الرسالة عام 1946) وفي أولها: «هذا إنذار أستحلفُ كل قارئ من قراء» الرسالة«في الشام أن يحدث به وينشره ثم يحفظه، فإنه سيجيء يوم تضطره أحداثه أن يعود إليه فيقول: يا ليته قد نفعنا هذا الإنذار، يا ليتنا... ويومئذ لا تنفع شيئاً» ليت«؛ إنها لا ترد ما ذهب، ولا ترجع ما فات! وهذا إعذار إلى الله، ثم إلى كتاب التاريخ؛ لئلاّ يقولوا إنها لم ترتفع في دمشق صيحة إنكار لهذا المنكر ولم يعلُ فيها صوتٌ ناطق بحق». وبعد هذا الإنذار يأتي تشخيصٌ وعلاجٌ في عدد كبير من المقالات: «مشكلة الزواج»، و«أسباب المشكلة»، و«الحب والزواج»، و«في الزواج»، و«السن المناسبة للزواج»، و«هذا هو الدواء».

## وصلات خارجية
- موقع علي الطنطاوي نسخة محفوظة 10 فبراير 2014 على موقع واي باك مشين.